# Waalse kerk (Maastricht)
De Waalse kerk, ook wel Franse kerk genoemd, is een kerkgebouw in sobere barokstijl in het centrum van de Nederlandse stad Maastricht. De kerk is gelegen aan de Sint Pietersstraat in het Jekerkwartier, schuin tegenover de Oude Minderbroederskerk.

## Geschiedenis
Na de verovering van Maastricht door Frederik Hendrik oefende Maastricht een zekere aantrekkingskracht uit op Waalse aanhangers van het calvinisme, die het katholieke Prinsbisdom Luik ontvluchtten. Volgens de capitulatievoorwaarden van 1632 mochten de Franstalige protestanten openlijk hun geloof belijden in Maastricht en kregen daarvoor de beschikking over de Sint-Hilariuskapel, een voormalige wijk- of kerspelkapel van de Onze-Lieve-Vrouweparochie. De eerste predikant was Samuel Maresius, huispredikant en protegé van de eerste Staatse gouverneur van Maastricht, de hertog van Bouillon. Na het Verraad van Maastricht (1638) verhuisde de Waalse kerk (Église wallonne reformée) naar de Jezuïetenkerk (tegenwoordig Bonbonnière). Toen de jezuïeten tijdens de Franse bezetting (1673-1678) in de stad mochten terugkeren, verhuisde de Waalse gemeente eerst naar de Sint-Catharinakapel aan de Boschstraat, om uiteindelijk in 1680 terug te keren naar de Hilariuskapel.
In 1685 verloren de protestanten in Frankrijk hun rechten bij het Edict van Fontainebleau, waardoor tienduizenden hugenoten naar de calvinistische Republiek der Zeven Verenigde Nederlanden vluchtten. Ook de Maastrichtse Waalse gemeente groeide sterk (vooral door vluchtelingen uit Sedan), waardoor de Hilariuskapel te klein werd. De middeleeuwse kapel werd in 1686 vergroot (of vervangen door een nieuwe kerk). De vernieuwde kapel werd in 1732 alweer gesloopt om plaats te maken voor de huidige kerk, ontworpen door de van oorsprong Luikse architect Nicolas Comhaire. De nieuwe kerk werd gedeeltelijk boven het riviertje de Jeker gebouwd. De bouwtijd bedroeg 22 maanden. De inwijding vond plaats op 6 december 1733.
In de Franse tijd werd de Waalse kerk korte tijd (1796-97) gebruikt als Tempel van de Rede, de plek waar men de Cultus van de Rede vierde. In de loop der 19e eeuw nam het aantal Franstalige Calvinisten in Maastricht steeds verder af. Het merendeel van de gemeenteleden bestond uit militairen van het Maastrichtse garnizoen. Verder woonden veel Nederlandstalige protestanten de diensten bij omdat dit onder de verfranste elite als chiquer gold. Sinds 1971 heeft de gemeente geen eigen voorganger meer. De maandelijkse diensten werden vanaf dat moment geleid door Belgische predikanten. In de jaren 1990 bracht de komst van Franstalige vluchtelingen uit Afrika nieuwe aanwas.
In 1908 vond een restauratie plaats. Hierbij werd de kerkruimte verkleind door middel van houten schotten, waardoor een aparte ontvangstruimte ontstond. Het inwendige van de kerk is in de loop der jaren verschillende keren aangepast, maar nog grotendeels in oorspronkelijke staat. Het kerkgebouw is sinds 1966 een rijksmonument.

## Huidig en toekomstig gebruik
In 1984 was de Waalse gemeente zo klein geworden, dat zij de zorgen omtrent het gebouw wilde overdoen aan een andere partij. De Nederlands Gereformeerde Kerk huurde het gebouw toen al een tiental jaren. Mede daarom besloot de Waalse gemeente de kerk te "verkopen" voor een prijs van 1 gulden. Daar kwamen dan wel alle rechten en plichten met betrekking tot de instandhouding van het gebouw bij. Anno 2023 is het gebouw eigendom van de Stichting Waalse Kerk Maastricht.
Nog voor de fusie tussen de Gereformeerde Kerken vrijgemaakt en de Nederlands Gereformeerde Kerken werkten de twee kerkgenootschappen in Maastricht nauw samen. Samen vormden ze de NGKv Zuiderkruis, een kleine gemeente met ongeveer 100 leden, die eenmaal per week kerkdiensten houdt in de Waalse kerk. Na de fusie is de gemeente NGK Maastricht gaan heten. Daarnaast maakt de Waalse Gemeente Maastricht-Heerlen (zoals de naam sinds 2001 luidt) nog eenmaal per maand gebruik van het gebouw. Enkele keren per jaar vinden er orgelconcerten of andere concerten plaats, onder andere tijdens het festival Musica Sacra. Tussen 2010 en 2014 maakte ook de christelijke studentenvereniging Lux ad Mosam gebruik van de Waalse kerk voor een deel van haar verenigingsactiviteiten.
De Stichting Waalse Kerk Maastricht presenteerde in 2023 plannen om het gebouw te restaureren, verduurzamen en herinrichten. Om een betere lichtinval te krijgen zal het in de negentiende eeuw dichtgemetselde venster boven de entree in de toren worden hersteld (dat vanuit de kerk zichtbaar zal zijn achter het orgel). Tevens worden de houten schotten verwijderd, die de ruimtelijkheid van de ovale kerkzaal verstoren. Het gewelf zal in de oorspronkelijke witte kleur worden geschilderd, met behoud van de gouden sterren. Op het binnenpleintje aan de achterkant wordt een kleine uitbouw gerealiseerd. Het streven is om de werkzaamheden eind 2024 af te ronden. In de toekomst zullen naast de vaste, kerkelijke gebruikers, ook andere, culturele, wetenschappelijke en maatschappelijke instellingen gebruik kunnen maken van de Waalse kerk.

## Beschrijving

### Exterieur
Het gebouw heeft een plattegrond van een twaalfhoekige centraalbouw, maar bestaat in feite uit een rechthoekig schip, geflankeerd door twee vijfzijdige uitbouwen. Aan de voorzijde bevindt zich een rechthoekige toren die bekroond wordt door een ui-vormige torenhelm. In de torengevel bevindt zich tevens de hoofdingang met een segmentboog van Naamse steen. Op de latei is het bouwjaar 1732 in Romeinse cijfers aangebracht. Aan de Tafelstraat bevindt zich een lage aanbouw met een tweede ingang. Daarachter bevindt zich een opbouw in vakwerkconstructie.

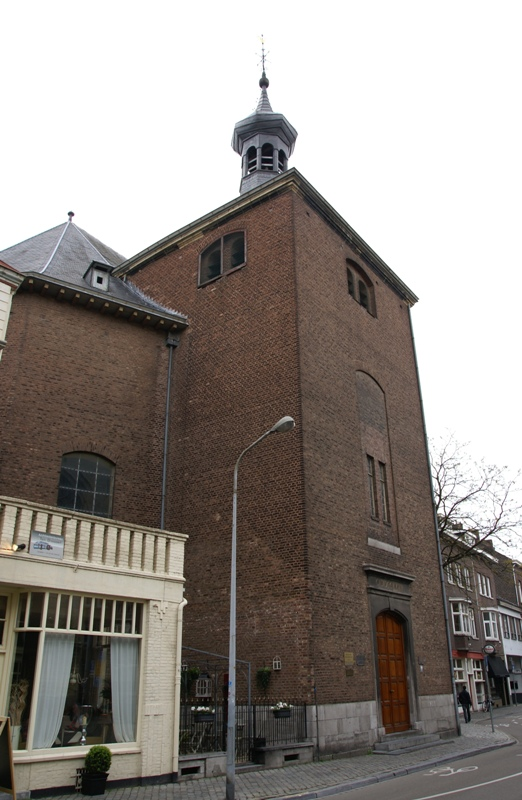
Toren en deel centraalbouw
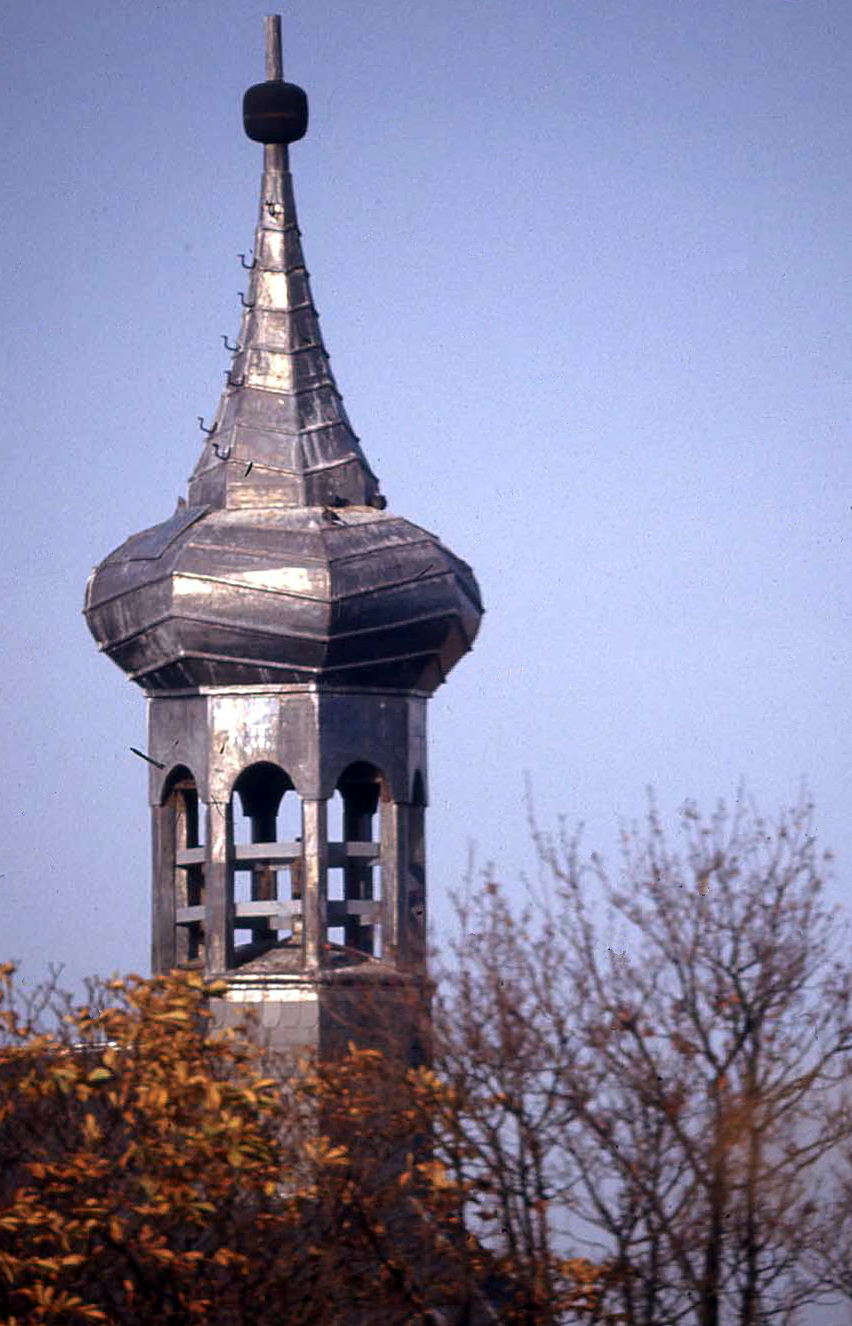
Torenbekroning
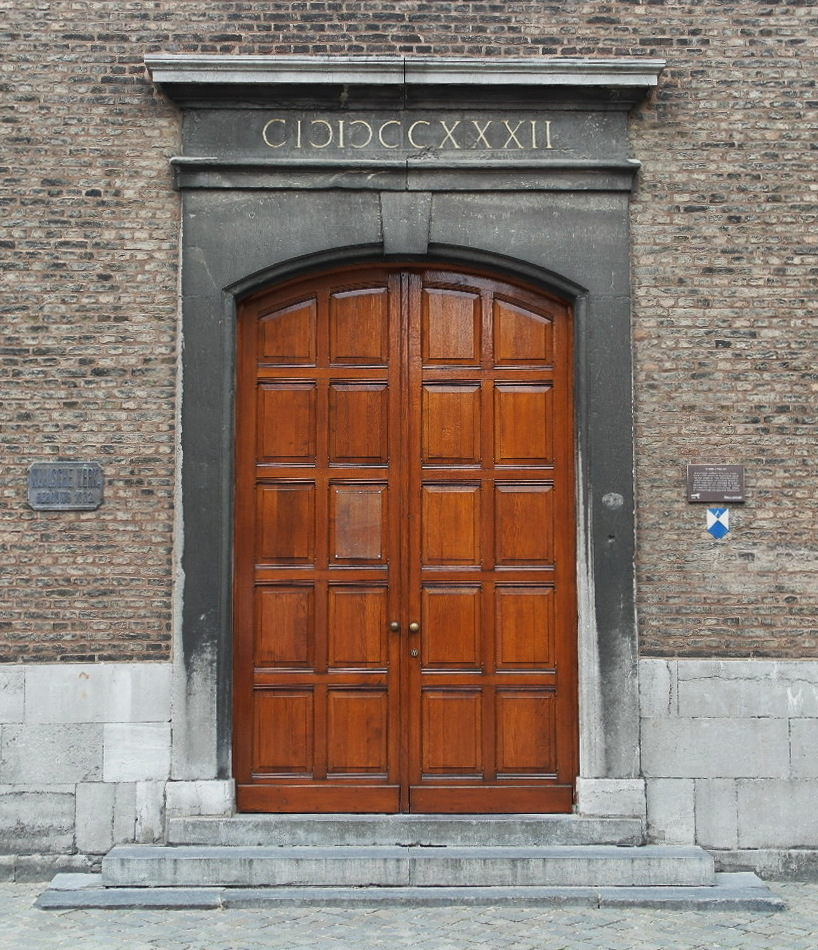
Entree met jaartal 1732
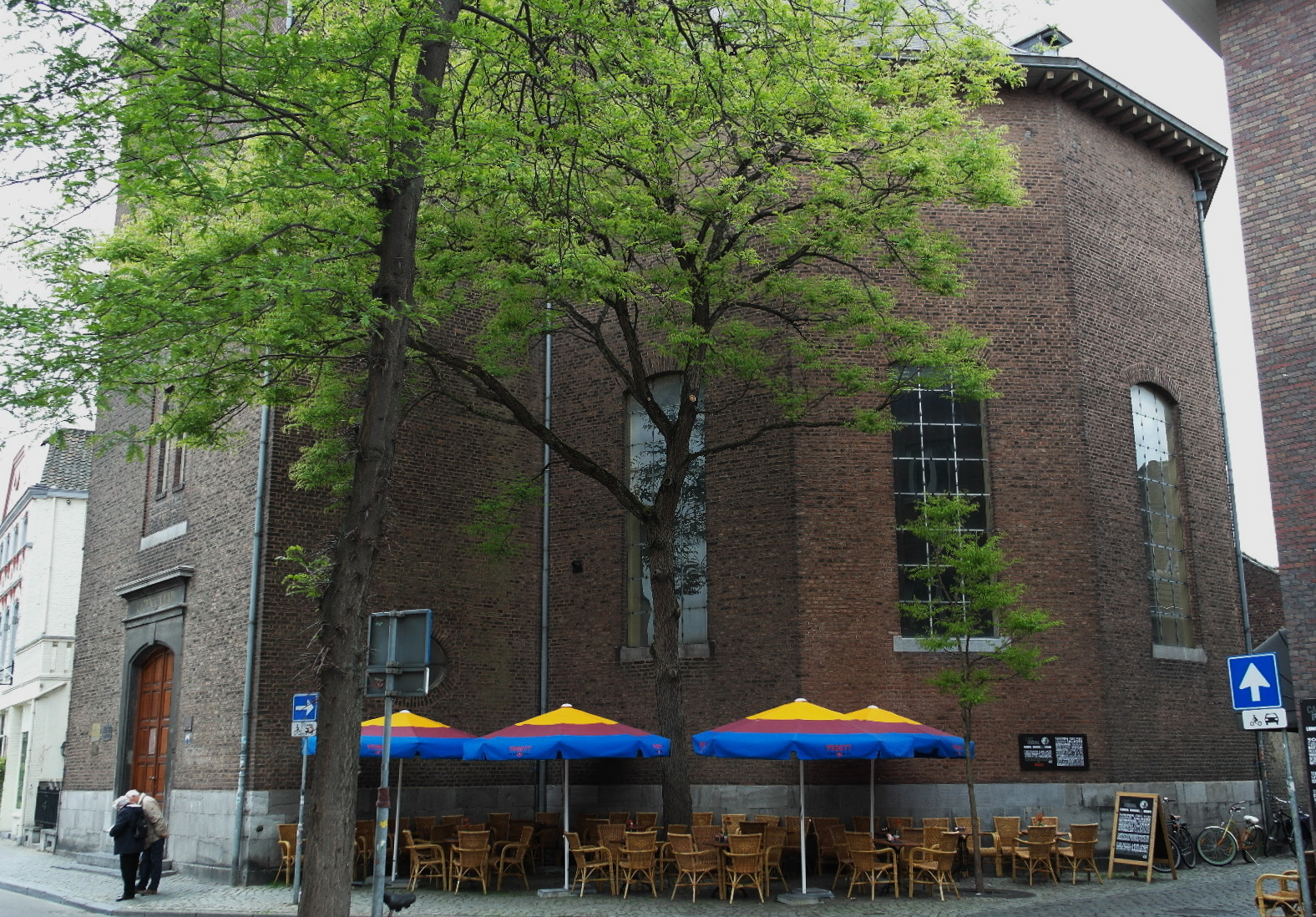
Noordgevel

### Interieur
De centrale kerkruimte wordt gedekt door een stucgewelf met als decoratie een Hugenotenkruis. De vloertegels van Naamse steen en een deel van het meubilair (kerkbanken, orgelkast) zijn afkomstig uit de afgebroken Sint-Hilariuskapel. Op de zijwanden van de kerkzaal bevinden zich in sierlijke gouden letters een aantal Franstalige Bijbelteksten, genomen uit een oude Franse Bijbelvertaling (uit 1743).
Onder de beschermde status van het rijksmonument vallen de volgende delen van de inventaris: de preekstoel in Lodewijk XIV-stijl, de herenbank in Lodewijk XV-stijl en het kerkorgel. In 1743 leverde Thomas Weidtmann uit Ratingen een nieuw pijporgel, waarbij gebruikgemaakt was van een bestaande orgelkast uit 1664. Het is een éénmanuaalsorgel met aangehangen pedaal. De dispositie met elf stemmen is van een zeldzame schoonheid en geldt als een van de beste barokinstrumenten van het land. Het orgel werd in 1964 door de gebroeders Van Vulpen uit Utrecht gerestaureerd en in de oorspronkelijke staat hersteld.

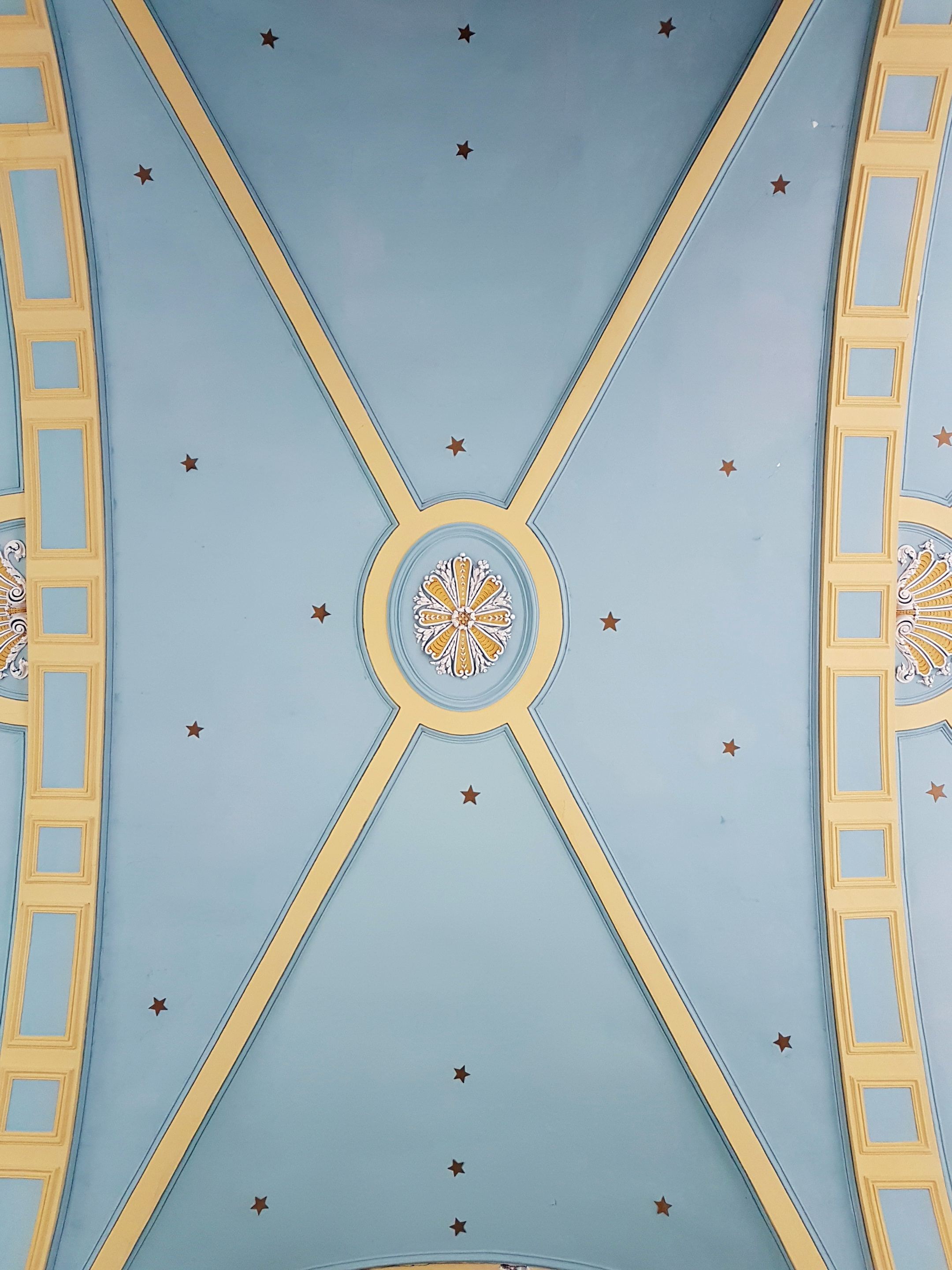
Stucgewelf
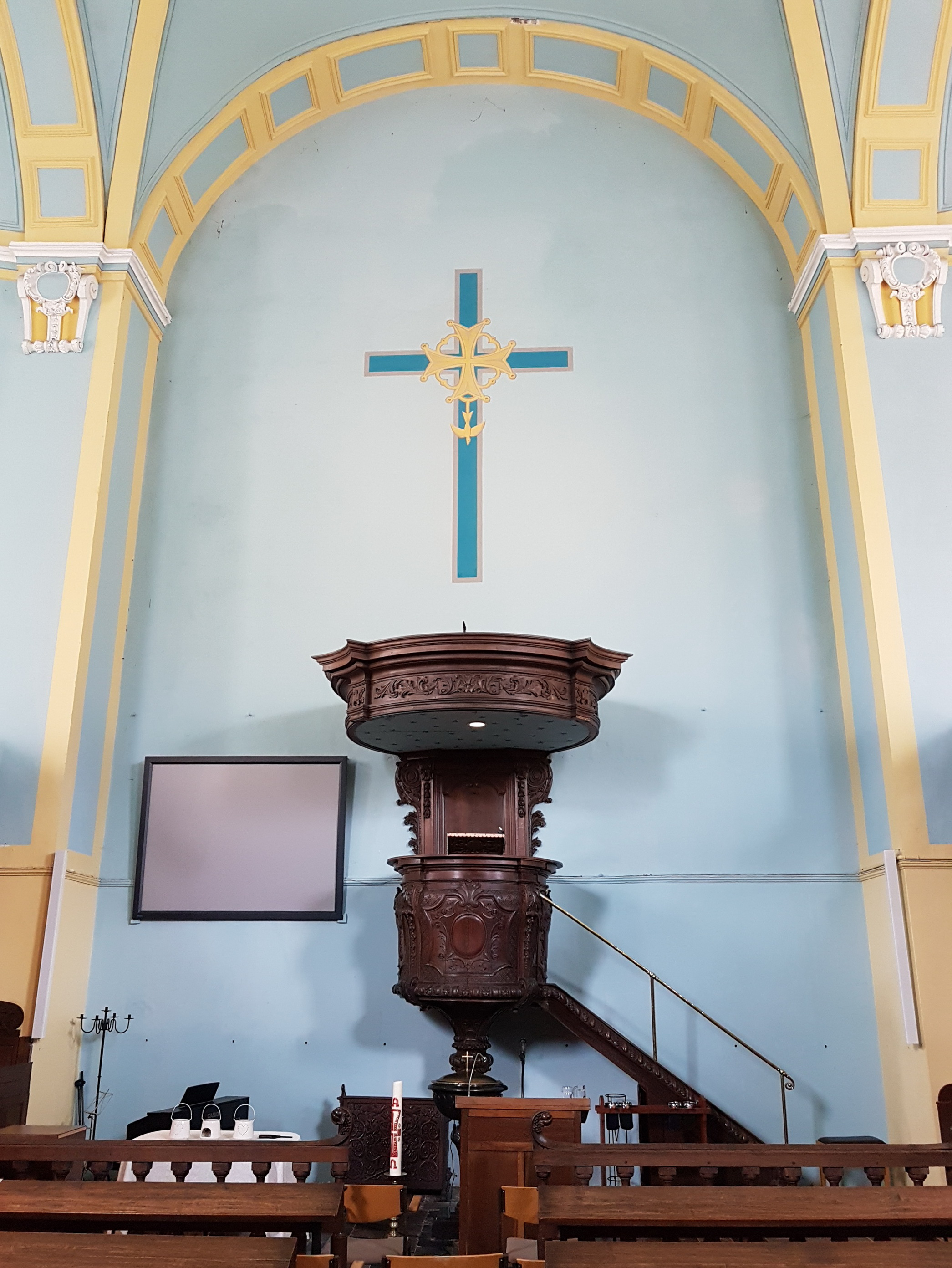
Kansel met muurschildering
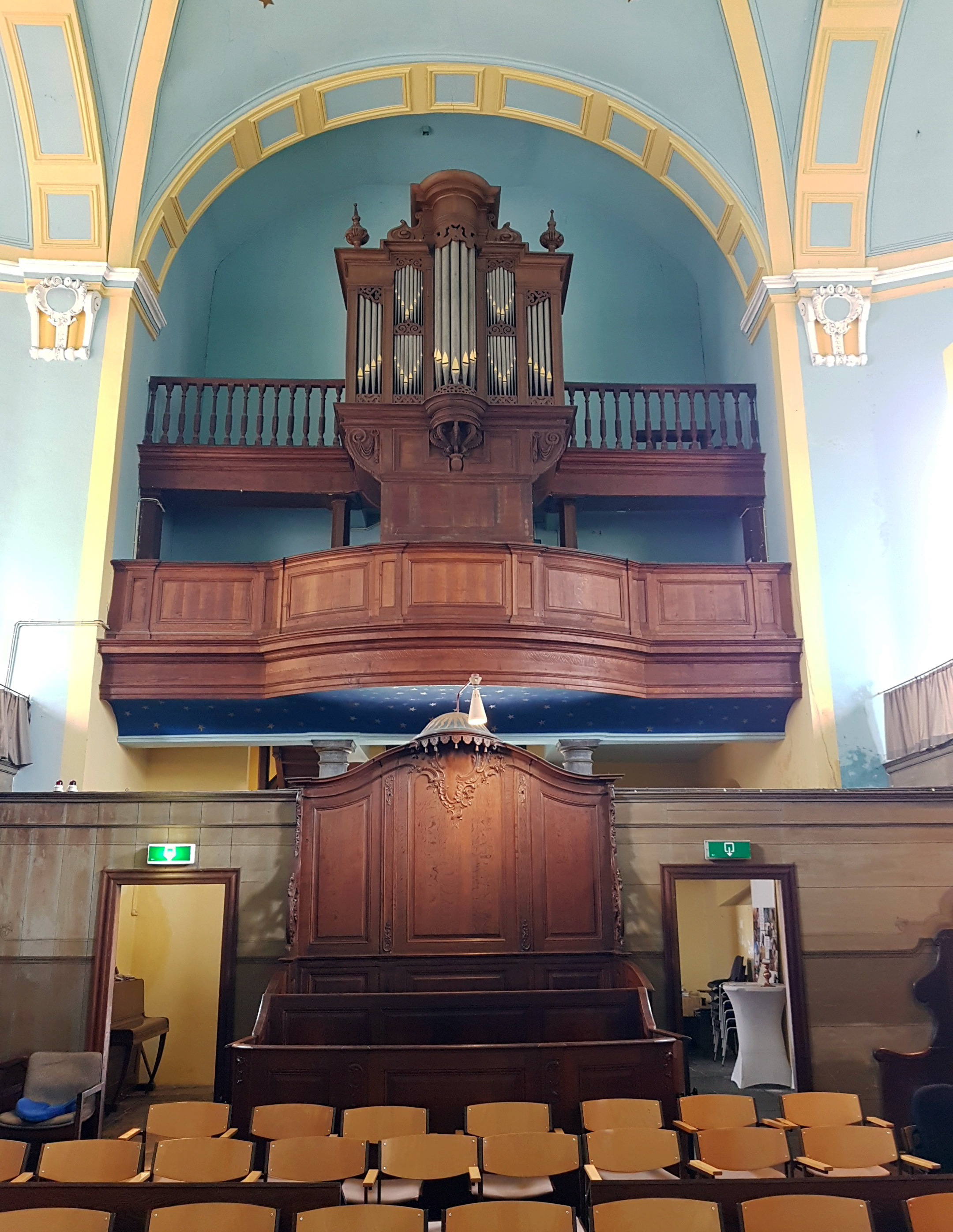
Zicht op het Weidtmann-orgel
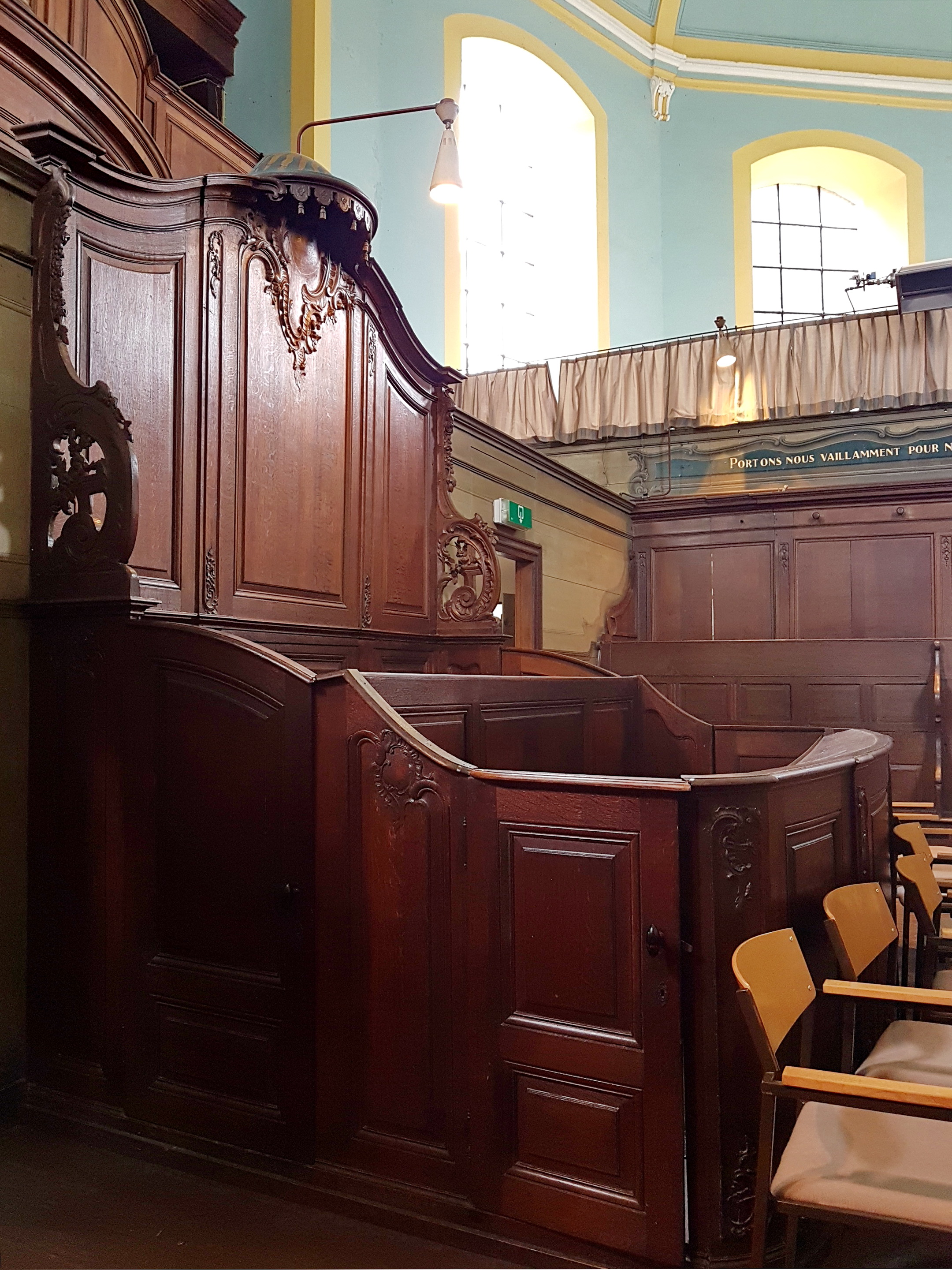
18e-eeuwse herenbank

## Varia
- De Franse humanist en taalkundige Claude Saumaise stierf in 1653 te Spa en werd in de Waalse kerk in Maastricht begraven.[9]
- De medicus en hoogleraar Adrien Pelerin werd in 1771 in de Waalse kerk begraven.
- Volgens een hardnekkige mythe was de Waalse kerk in de Franse tijd niet alleen Tempel van de Rede, maar er zouden ook erediensten van de Godin van de Rede zijn gehouden, waarbij de dochter van de gemeenteontvanger, Lieske Veugen, als godin op het altaar gezeten zou hebben. De eredienst van de Godin van de Rede bestond in Frankrijk tussen maart 1793 en maart 1794. Toen de Fransen in november 1794 in Maastricht kwamen, was die republikeinse 'godsdienst' dus alweer afgeschaft. Wel was er toen een cultus van de Godin van de Vrijheid, maar daar kwam geen lijfelijke uitbeelding aan te pas.[10]